# Fi Capricorni
Fi Capricorni (φ Capricorni, förkortat Fi Cap, φ Cap) som är stjärnans Bayerbeteckning, är en ensam stjärna belägen i den mellersta delen av stjärnbilden Stenbocken. Den har en kombinerad skenbar magnitud på 5,16 och är svagt synlig för blotta ögat där ljusföroreningar ej förekommer. Baserat på parallaxmätning inom Hipparcosuppdraget på ca 5,1 mas, beräknas den befinna sig på ett avstånd av ca 640 ljusår (ca 197 parsek) från solen.

## Egenskaper
Fi Capricorni är en orange till röd jättestjärna av spektralklass K0 II-III och visar ett överskott av infraröd strålning, vilket kan bero på kvarblivande material från en tidigare inträffad massförlust. Den har en massa som är ca 2,6 gånger större än solens massa, en radie som är ca 27,3 gånger större än solens och utsänder från dess fotosfär ca 96 gånger mera energi än solen vid en effektiv temperatur på ca 4 490 K.